# Glacier Pass
Glacier Pass är ett bergspass i Kanada.   Det ligger i territoriet Nunavut, i den nordöstra delen av landet, 4 100 km norr om huvudstaden Ottawa. Glacier Pass ligger 935 meter över havet.
Terrängen runt Glacier Pass är huvudsakligen kuperad, men norrut är den bergig. Trakten runt Glacier Pass är nära nog obefolkad, med mindre än två invånare per kvadratkilometer.. Det finns inga samhällen i närheten. 
Trakten runt Glacier Pass är ofruktbar med lite eller ingen växtlighet.